# محسن بیرانوند
محسن بیرانوند (زاده ‎۱۵ شهریور ۱۳۶۰ - یزد) وزنه‌بردار سابق اهل ایران است که در دسته ۱۰۵ کیلوگرم در مسابقات وزنه‌برداری المپیک تابستانی پکن شرکت میکرد.